# 比略尔多
比略尔多，是西班牙卡斯蒂利亚-莱昂帕伦西亚省的一个市镇。 总面积41平方公里，总人口470人（2001年），人口密度11人/平方公里。